# Syneilesis palmata
Syneilesis palmata là một loài thực vật có hoa trong họ Cúc. Loài này được (Thunb.) Maxim. miêu tả khoa học đầu tiên năm 1874.